# Poison (Spiel)
Poison ist ein 2008 erschienenes Kartenspiel von Reiner Knizia für 3 bis 6 Spieler mit einer Spieldauer von etwa 45 Minuten. Die Altersempfehlung liegt bei 8 Jahren. Es ist bei Amigo erschienen. Die Spieler nehmen die Rolle eines Zauberers ein, dessen Ziel es ist, möglichst wenig vergiftete Zaubertränke herzustellen.

## Spielmaterial
Das Spiel besteht aus 50 Karten verschiedener Farben und Wertigkeiten. Es gibt jeweils vierzehnmal die Farben rot, blau und violett, in denen jeweils dreimal die Wertigkeit eins, zwei, fünf und sieben, sowie zweimal die Wertigkeit vier vorkommt. Diese Karten heißen Zaubertrankkarten. Weiterhin gibt es grüne Karten, die alle die Wertigkeit vier besitzen und Giftkarten heißen. Für die Notation des Spielstandes steht ein Notizblock mit aufgedruckter Tabelle zur Verfügung.

## Spielablauf
Das Spiel hat so viele Durchgänge wie Spieler teilnehmen, sodass jeder Spieler genau einmal der Kartengeber ist. Am Anfang jedes Durchganges werden alle Karten gemischt und gleichmäßig im Uhrzeigersinn verteilt und verdeckt auf die Hand genommen. Es wird im Uhrzeigersinn gespielt, der Spieler links vom Geber beginnt.
Auf dem Spieltisch existieren drei, zunächst jedoch leere, Kartenstapel, die für jeweils einen Zaubertrankkessel in einer der drei Farben stehen. Die Spieler müssen nacheinander jeweils eine ihrer Handkarten, die Tränke, offen auf einen passenden Stapel legen, also den Kessel füllen. Grüne Gifttränke können jedoch in jedem Kessel platziert werden. Ein Kessel ist voll, sobald die Kartensumme dreizehn erreicht. Der Spieler, der einen Kessel zum Überlaufen bringt, muss die Karten des Kessels verdeckt an sich nehmen, nicht jedoch die Karte, die den Kessel zum Überlauf gebracht hat.
Haben alle Spieler alle ihre Karten gelegt beginnt die Zählphase. Jeder Spieler zählt wie viele Karten pro Farbe er in seinem verdeckten Stapel hat. Jede Giftkarte zählt zwei Minuspunkte, jede Trankkarte zählt einen Minuspunkt, die Wertigkeit der Karten spielt hier keine Rolle mehr. Der Spieler mit den meisten Trankkarten einer Farbe erhält jedoch keine Minuspunkte. Gift hingegen zählt immer zweifach negativ, egal wie viel ein Spieler eingesammelt hat. Haben zwei Spieler die meisten (also gleich viele) Karten derselben Farbe, bekommen beide die Minuspunkte. Die Minuspunkte jedes Spielers werden aufgeschrieben und es beginnt die nächste Runde, bei der der nächste Spieler der Runde der Geber ist.
War jeder Spieler einmal der Geber werden alle Minuspunkte der einzelnen Spieler addiert. Der Spieler mit den wenigsten Minuspunkten gewinnt das Spiel.

## Auszeichnungen
Das Spiel war im Jahr 2009 auf der Empfehlungsliste von Spiel des Jahres.